# Andrzej Jeż

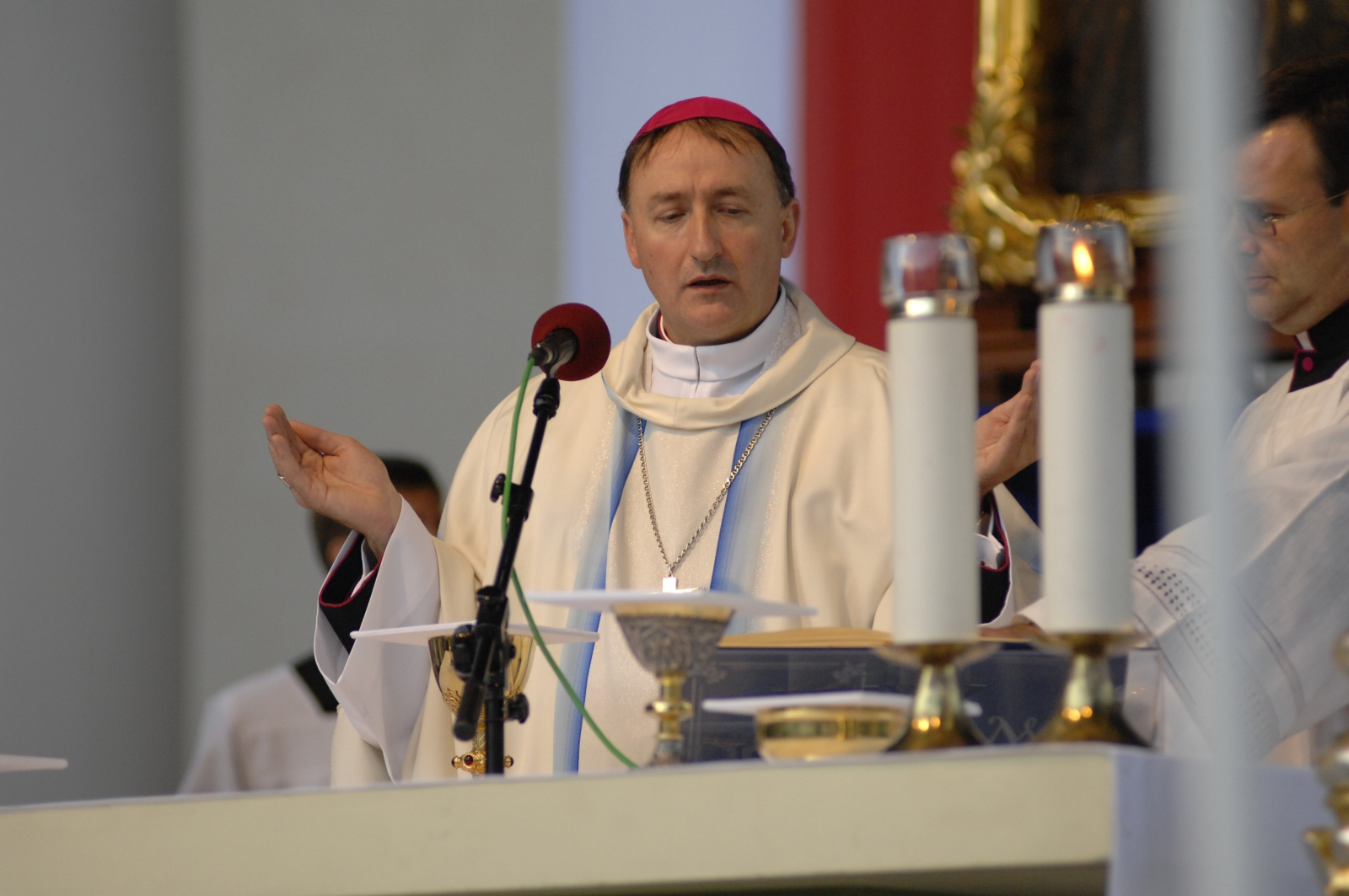
Andrzej Jeż, Bischof von Tarnów (2010)

Wappen des Bischofs

Andrzej Jeż (* 3. Mai 1963 in Limanowa, Woiwodschaft Kleinpolen, Polen) ist ein polnischer römisch-katholischer Theologe. Er wurde am 12. Mai 2012 von Papst Benedikt XVI. zum Bischof von Tarnów ernannt.

## Leben
Nach dem Abitur trat er 1982 in das Priesterseminar in Tarnów ein und empfing am 12. Juni 1988 durch Erzbischof Jerzy Karol Ablewicz die Priesterweihe.
Zunächst in der Gemeindepastoral tätig, schickte ihn sein Bischof zum Studium an die Katholisch-Theologische Akademie Warschau und anschließend an die Päpstliche Universität Gregoriana in Rom. Er wurde Rektor des Priesterseminars in Tarnów und lehrte dort von 1999 bis 2007 Homiletik. 2002 promovierte er in Dogmatik an der Päpstlichen Akademie für Theologie Krakau.
Am 20. Oktober 2009 ernannte ihn Papst Benedikt XVI. zum Weihbischof in Tarnów und gleichzeitig zum Titularbischof von Tigillava. Die Bischofsweihe spendete ihm der Bischof von Tarnów, Wiktor Skworc. Mitkonsekratoren waren Stanisław Kardinal Dziwisz, der Erzbischof von Krakau, und Erzbischof Józef Kowalczyk, der Apostolische Nuntius in Polen.
Sein bischöflicher Wahlspruch lautet: Ad laudem Trinitatis et Deiparae („Zum Lobe der Dreifaltigkeit und der Gottesmutter“). Dies erscheint in seinem Wappen zusammen mit einer Darstellung der Dreifaltigkeit und der Inkarnation (Kreuz über einem verschnörkelten „M“).
Am 12. Mai 2012 ernannte ihn Papst Benedikt XVI. zum Bischof von Tarnów. Die Einführung in sein Bistum war am 15. Juni 2012 dem Hochfest des Heiligsten Herzens Jesu in der Mariä-Geburt-Kathedrale von Tarnów.
2019 rief Jeż eine Kontroverse hervor, als er in einer Predigt die Presseberichte über pädophile Straftaten von katholischen Geistlichen mit einem angeblichen Plan zionistischer Kreise, der Kirche mit einer Kampagne über das Privatleben von Priestern zu schaden, in Zusammenhang brachte. Die katholische Wochenzeitschrift Tygodnik Powszechny, das Sprachrohr der Reformer in der Kirche, warf ihm daraufhin die Verbreitung von Falschnachrichten vor. Die Zeitschrift berichtete 2024 auch, gegen Jeż ermittle die Staatsanwaltschaft wegen seiner mangelnden Kooperation bei Ermittlungen über pädophile Straftaten eines Priesters seiner Diözese.